# Malroy
Malroy település Franciaországban, Moselle megyében. Lakosainak száma 353 fő (2022. január 1.). Malroy Argancy, Charly-Oradour, Chieulles és La Maxe községekkel határos.

## Népesség
A település népességének változása:
| Lakosok száma | 281  | 297  | 304  | 378  | 381  | 367  | 355  | 348  | 350  | 353  |
|               | 1968 | 1982 | 1990 | 2006 | 2013 | 2015 | 2017 | 2019 | 2020 | 2022 |